# Steve Bisciotti
Stephen J. Bisciotti (Filadelfia, 10 aprile 1960) è un imprenditore e dirigente sportivo statunitense, proprietario dei Baltimore Ravens della National Football League (NFL). Ha fondato una famiglia di compagnie di personale tecnico conosciuta come Allegis Group, che detiene Aerotek e TEKsystems.

## Biografia
Ultimo nato di tre figli in una famiglia italoamericana, nel 1982, Bisciotti si laureò alla Salisbury State University nel Maryland. Un anno dopo, all'età di 23 anni, assieme al cugino Jim Davis diede vita a Aerotek, una compagnia di personale nel settore tecnologico e aerospaziale. Dal dirigere la compagnia in un seminterrato con equipaggiamento di seconda mano, Bisciotti e Davis fecero guadagni per 1,5 milioni di dollari nel primo anno. Aerotek crebbe nell'Allegis Group, che è divenuta la più grande compagnia privata di personale degli Stati Uniti e la quarta del mondo. Il coinvolgimento di Bisciotti nel mondo dello sport ha portato maggiore attenzione verso una compagnia che un tempo manteneva un basso profilo.

### Baltimore Ravens
Il 27 marzo 2000, i proprietari della NFL approvarono la scelta del 49% dei Ravens a Bisciotti. Nell'accordo, Bisciotti ottenne un'opzione per acquistare il rimanente 51% per 325 milioni di dollari nel 2004 da Art Modell. Il 9 aprile 2004 la NFL approvò l'acquisto della maggioranza della franchigia da parte di Steve Bisciotti.
Bisciotti si affidò al general manager Ozzie Newsome ma prese anche alcune azioni forti come il licenziamento dell'allenatore Brian Billick nel 2007, sostituendolo col relativamente inesperto John Harbaugh. La scelta diede i suoi frutti, con la squadra che raggiunse i playoff per cinque anni consecutivi, culminati con la vittoria del Super Bowl XLVII nella stagione 2012.